# Fiumalbo
Fiumalbo é uma comuna italiana da região da Emília-Romanha, província de Modena, com cerca de 1.370 habitantes. Estende-se por uma área de 39 km², tendo uma densidade populacional de 35 hab/km². Faz fronteira com Abetone (PT), Coreglia Antelminelli (LU), Cutigliano (PT), Fanano, Pievepelago, Riolunato, Sestola.
Faz parte da rede das Aldeias mais bonitas de Itália.

## Demografia
| Variação demográfica do município entre 1861 e 2011                               |
|                                                                                   |
| Fonte: Istituto Nazionale di Statistica (ISTAT) - Elaboração gráfica da Wikipedia |